# سقوط تلمسان (1352)
سقوط تلمسان عام 1352 هو حدث تاريخي وقع بعد أن هزمت القوات المرينية بقيادة السلطان أبو عنان فارس الجيوش الزيانية لأبي سعيد عثمان الثاني، وأعقب ذلك استيلاء المرينيين على المدينة، وضم المملكة الزيانية بالكامل للمرة الثانية.